# Championnats du monde de pentathlon moderne 1974
Navigation
Édition précédente Édition suivante
Les championnats du monde de pentathlon moderne 1974, vingtième édition des championnats du monde de pentathlon moderne, ont eu lieu en 1974 à Moscou, en Union soviétique.